# Mohammed Diarra
Mohammed Diarra (født 20. juni 1992 i Conakry) er en guineansk fodboldspiller, der spiller i Hvidovre .

## Klubkarriere
Han har tidligere spillet for Odense Boldklub, hvor han af Poul Hansen blev beskrevet som et af de største talenter på sin position i fransk fodbold.
Diarra skrev den 1. februar 2017 under på en etårig aftale med Altai Semey. Han skiftede sidenhen til FC Tarez.
I marts 2018 vendte Diarra hjem til Danmark for at spille for Vendsyssel FF, der spillede i 1. division og spillede om i den kommende sæson at spille i Superligaen. Han var da med til at sikre Vendsyssel FF oprykning i kraft af samlet 3-1 sejr over Lyngby Boldklub i play-off-kampene. Han fik dog ikke forlænget sin kontrakt med Vendsyssel FF efter forårssæsonen.